# Patrick Tacussel
 (janvier 2012).
Si vous disposez d'ouvrages ou d'articles de référence ou si vous connaissez des sites web de qualité traitant du thème abordé ici, merci de compléter l'article en donnant les références utiles à sa vérifiabilité et en les liant à la section « Notes et références ».
Patrick Tacussel, né en 1956, est un sociologue français.

## Biographie
Patrick Tacussel est professeur à l'université Paul-Valéry, Montpellier III. Ses travaux portent sur l'histoire des utopies et des idées sociales. Il fait partie des promoteurs contemporains, au même titre que Michel Maffesoli, de la sociologie imaginaire.

## Théories
Patrick Tacussel propose dans L'Attraction Sociale. La dynamique de l'Imaginaire dans la société monocéphale une analyse sur les logiques de l'action. Il s'intéresse notamment,à partir des travaux de Baudrillard, à l'échange (des marchandises) et tente d'en comprendre l'origine. Ainsi la valeur d'un objet de consommation ne s'épuiserait pas dans son utilité matérielle mais trouverait sa source dans l'expérience affective que l'individu projette sur ses objets. En ce sens, la valorisation imaginaire et symbolique joue un rôle important dans la circulation sociale des biens et marchandises.
Là où Marx parlait de fétichisme et d'aliénation, Tacussel propose le terme emprunté à Gilbert Durand de « trajet anthropologique » signifiant par là que l'homme est tout autant contraint par son milieu que par ses propres pulsions subjectives. Ainsi les objets ont tout autant une fonction rituelle qui fonde le lien social qu'une fonction utilitaire qui répond à un besoin.
Patrick Tacussel a consacré d'autres travaux à la pensée de Charles Fourier, lui-même attentif au rôle des passions et des affects dans la compréhension des logiques et des normes d'action dans la société.

## Controverses

### Thèse d'Elizabeth Teissier
En avril 2001, Patrick Tacussel a fait partie du jury qui a accordé le controversé diplôme de docteur en sociologie à l'astrologue Elizabeth Teissier.

### Conseil national des universités
En 2009, Patrick Tacussel était membre de la section 19 (sociologie, démographie) du Conseil national des universités (CNU) lorsque celle-ci l'a promu au rang de professeur de classe exceptionnelle. Cette promotion, au même titre que plusieurs autres promotions délivrées à des sociologues également membres du CNU, a été dénoncée comme une opération d'auto-promotion par des membres et des associations professionnelles de la communauté scientifique. Cette controverse a abouti à la démission de plusieurs membres de la section 19 du CNU, dont le courrier de démission visait en particulier les auto-promotions à la "classe exceptionnelle", dont faisait partie Patrick Tacussel.
La nomination, par le Ministère de l'enseignement supérieur, de Patrick Tacussel aux côtés de Michel Maffesoli dans la section 19 du CNU avait déjà fait l'objet d'une vive contestation par ces mêmes associations[réf. nécessaire].

## Ouvrages
- L'Attraction Sociale. La dynamique de l'Imaginaire dans la société monocéphale, Préface de Raymond Ledrut, Méridiens-Klincksieck, coll. Sociologies au quotidien, Paris, 1984.
- Mythologie des formes sociales. Balzac et les Saint-Simoniens ou le destin de la modernité, Méridiens-Klincksieck, coll. Sociétés, Paris, 1995.
- Charles Fourier, Le Jeu des Passions : Actualité d’une pensée utopique, Desclée de Brouwer, coll. Sociologie du quotidien, Paris, 2000.
- L'insertion sociale : Actes du colloque "Sociologies IV", Colloque International de Sociologie 1990 à l'Université Paul-Valéry Montpellier III, U.F.R. des Sciences du Sujet de la Société avec Suzie Guth, L'Harmattan, coll. Mutations et complexité, Paris, 2000.
- Sociologie de l'imaginaire, avec Patrick Legros, Frédéric Monneyron et Jean-Bruno Renard, Armand Colin, coll. Cursus, Paris, 2006.
- L'imaginaire radical : les mondes possibles et l'esprit utopique selon Charles Fourier, coll. L'écart absolu, Les presses du réel, Dijon, 2007.